# Natsu no arashi!
Natsu no arashi! (jap. 夏のあらし!) – manga z autorstwa Jina Kobayashiego, publikowana na łamach magazynu „Gekkan Gangan Wing” od sierpnia 2006 do marca 2009. Następnie została przeniesiona do czasopisma „Gangan Joker”, w którym ukazywała się do września 2010. Całość została zebrana w 8 tomach.
Na podstawie mangi studio Shaft stworzyło serial anime, który emitowano od kwietnia do czerwca 2009. Drugi sezon, zatytułowany Natsu no arashi! Akinai-chū, był emitowany od października do grudnia 2009.

## Fabuła
Trzynastoletni Yasaka to chłopiec, który spędza wakacje w domu swojego dziadka. Pewnego dnia wchodzi do kawiarni i spotyka Sayoko Arashiyamę, piękną dziewczynę wyglądającą na 16 lat. Po tym, jak pomógł jej uciec przed mężczyzną, który twierdził, że chce ją zwrócić jej rodzicom, Yasaka odkrywa, że Arashiyama nie jest zwykłym człowiekiem, lecz duchem dziewczyny, która zginęła 60 lat wcześniej podczas bombardowań w czasie II wojny światowej.

## Bohaterowie
- Hajime Yasaka (jap. 八坂 一 Yasaka Hajime)

Seiyū: Yūko Sanpei 
- Sayoko Arashiyama (jap. 嵐山 小夜子 Arashiyama Sayoko)

Seiyū: Ryōko Shiraishi 
- Kaja Bergmann (jap. カヤ バーグマン Kaya Bāguman)

Seiyū: Kaori Nazuka 
- Jun Kamigamo (jap. 上賀茂 潤 Kamigamo Jun)

Seiyū: Chiaki Omigawa 
- Sayaka (jap. さやか)

Seiyū: Hitomi Nabatame 
- Hideo Murata (jap. 村田 英雄 Murata Hideo)

Seiyū: Hiroki Yasumoto 
- Yayoi Fushimi (jap. 伏見 やよゐ Fushimi Yayoi)

Seiyū: Ai Nonaka 
- Kanako Yamazaki (jap. 山崎 加奈子 Yamazaki Kanako)

Seiyū: Yui Horie 
- Takeshi Yamashiro (jap. 山代 武士 Yamashiro Takeshi)

Seiyū: Tomokazu Sugita 
- Shioya (jap. 塩谷)

Seiyū: Tomokazu Sugita 

## Manga
Seria początkowo była publikowana w magazynie „Gekkan Gangan Wing” od 25 sierpnia 2006 do 26 marca 2009. Po zaprzestaniu dalszej publikacji czasopisma, manga została przeniesiona do magazynu „Gangan Joker”, gdzie ukazywała się od 22 kwietnia 2009 do 22 września 2010. Wydawnictwo Square Enix zebrało jej rozdziały w 8 tankōbonach, wydawanych od 27 lutego 2007 do 22 listopada 2010. 18 września 2009 ukazał się także przewodnik po mandze oznaczony numerem 6,5.
| Nr  | Data wydania (język japoński) | ISBN (język japoński)  |
| --- | ----------------------------- | ---------------------- |
| 1   | 27 lutego 2007                | ISBN 978-4-7575-1960-2 |
| 2   | 14 września 2007              | ISBN 978-4-7575-2117-9 |
| 3   | 17 marca 2008                 | ISBN 978-4-7575-2245-9 |
| 4   | 27 listopada 2008             | ISBN 978-4-7575-2436-1 |
| 5   | 27 marca 2009                 | ISBN 978-4-7575-2521-4 |
| 6   | 18 września 2009              | ISBN 978-4-7575-2682-2 |
| 6,5 | 18 września 2009              | ISBN 978-4-7575-2676-1 |
| 7   | 20 marca 2010                 | ISBN 978-4-7575-2824-6 |
| 8   | 22 listopada 2010             | ISBN 978-4-7575-3068-3 |

## Anime
Powstanie adaptacja anime ogłoszono w listopadzie 2008. Seria została wyprodukowana przez studio Shaft, za reżyserię odpowiadali Akiyuki Shinbō i Shin Ōnuma, scenariusz napisał Katsuhiko Takayama, a postaci zaprojektował Kazuhiro Ōta, który wraz Yoshiakim Itō, pełnił także rolę reżysera animacji. Muzykę do serialu skomponował Ken Sato. Emisja rozpoczęła się 5 kwietnia i zakończyła 28 czerwca 2009, licząc 13 odcinków.
Drugi sezon, zatytułowany Natsu no arashi! Akinai-chū (jap. 夏のあらし! 春夏冬中), został zapowiedziany w czerwcu 2009. Większość głównej ekipy produkcyjnej, w tym reżyser Shinbo, scenarzysta Takayama, projektant postaci i główny reżyser animacji Ōta oraz kompozytor muzyki Sato. Jednak Itō nie powrócił jako współreżyser animacji, a Shin Ōnuma pełnił funkcję reżysera serialu jedynie przez pierwsze siedem odcinków. W ostatnich sześciu odcinkach został zastąpiony przez Kenichiego Ishikurę. Sezon ten był emitowany od 4 października do 27 grudnia 2009.